# Полски мишки
Полските мишки (Apodemus) са род гризачи от семейство Мишкови. В България се среща един вид — полската мишка.

## Видове
- Apodemus agrarius – Полска мишка
- Apodemus alpicola – Жълтогърла горска мишка
- Apodemus argenteus
- Apodemus chevrieri
- Apodemus draco
- Apodemus flavicollis
- Apodemus gurkha
- Apodemus hyrcanicus
- Apodemus latronum
- Apodemus microps – Малка горска мишка
- Apodemus mystacinus – Скална мишка
- Apodemus epimelas
- Apodemus pallipes
- Apodemus peninsulae
- Apodemus ponticus
- Apodemus rusiges
- Apodemus semotus
- Apodemus speciosus
- Apodemus sylvaticus – Обикновена горска мишка
- Apodemus uralensis
  - Apodemus uralensis cimrmani
- Apodemus witherbyi